# 郑平 (1930年)
郑平（1930年—），又名郑孝志，男，满族，辽宁辽阳人，中华人民共和国政治人物。

## 生平
郑平是辽宁省辽阳市柳条乡北青村人。1948年，毕业于辽北学院。1949年8月，加入中国共产党，历任省行政干校组织科长，东北局和辽宁省统战部省政府副处长、处长，县委副书记市经委主任。文化大革命期间受到迫害，恢复工作后，担任凤城县二台子硼矿总支副书记、丹东市化纤厂党委书记。1981年，出任丹东市副市长。1983年4月，当选为丹东市市长，同时担任中共丹东市委副书记。同年担任第六届全国人大代表。1986年调任辽宁省外经委副主任兼辽宁省外贸局局长。